# Botyń
Botyń (ukr. Ботин) – wieś na Ukrainie w rejonie łuckim obwodu wołyńskiego. W 2001 r. liczyła 149 mieszkańców.